# Mesosemia ibycus
Mesosemia ibycus is een vlindersoort uit de familie van de prachtvlinders (Riodinidae), onderfamilie Riodininae.
Mesosemia ibycus werd in 1859 beschreven door Hewitson.